# آرمی همر
آرماند داگلاس همر (انگلیسی: Armand Douglas Hammer؛ زادهٔ ۲۸ اوت ۱۹۸۶) بازیگر آمریکایی است. او حرفهٔ بازیگری‌اش را با حضور مهمان در چندین مجموعهٔ تلویزیونی آغاز کرد. نخستین نقش اصلی او به‌عنوان بیلی گراهام در فیلم بیلی: سال‌های اولیه (۲۰۰۸) بود. او برای بازی در نقش دوقلوها، کمرون و تایلر وینکلوس، در فیلم زندگی‌نامه‌ای شبکه اجتماعی (۲۰۱۰) نگاه عموم را به خود جلب کرد و برنده جایزه انجمن منتقدان فیلم تورنتو شد.
همر کلاید تولسون را در فیلم زندگی‌نامه‌ای جی. ادگار (۲۰۱۱) به تصویر کشید و در وسترن رنجر تنها (۲۰۱۳) و فیلم اکشن مردی از یو.ان.سی.ال.ای. (۲۰۱۵) ایفای نقش کرد. او در سال ۲۰۱۷ برای بازی در نقش اصلی درام عاشقانهٔ مرا با نامت صدا کن نامزد دریافت جایزه گلدن گلوب بهترین بازیگر نقش مکمل مرد شد.
در سال ۲۰۲۱، ادعاهایی مبنی بر سوءاستفاده جنسی و فتیشیسم آدم‌خواری علیه همر مطرح شد که شامل تجاوز جنسی، سوءاستفاده جسمی و عاطفی و نیز خشونت جنسی به‌عنوان بی‌دی‌اس‌ام می‌شد. زنی گفته بود که همر از او درخواست خوردن یکی از دنده‌هایش را کرده بود. در مارس ۲۰۲۱، اداره پلیس لس آنجلس اعلام کرد که او موضوع بازرسی یک تعرض جنسی بود. همر این اتهامات را رد کرد و آن را «حمله آنلاین» خواند. او سپس چند پروژه آتی خود را کنار گذاشت و به‌وسیلهٔ آژانس استعدادیابی و تبلیغاتی خود اخراج شده بود. به‌دنبال اتهامات سوءاستفاده در سال ۲۰۲۱، او از انظار عمومی پنهان شده و از پروژه‌های آتی که قرارداد بسته بود کناره‌گیری کرده بود،در سال ۲۰۲۴ بازگشت.

## پیشینه خانوادگی و اوایل زندگی
همر در سنتامونیکا کالیفرنیا زاده شد. مادر او درو ان کارمند پیشین وام بانکی است و پدر او مایکل ارماند همر صاحب شرکت‌های بازرگانی و تجاری متعددی است. او یک برادر به نام ویکتور دارد.
جد پدری او یک غول نفتی و انسان دوست به نام آرماند همر بود که والدین اش از مهاجرین کلیمی روسی‌تبار می‌بودند. پدر آرماند، ژولیوس همر که از اودسای اوکراین تحت حکومت امپراطوری روسیه بود در نیویورک حزب کمونیست را بنیان نهاد.
آرمی پیشینه خود را نیمه کلیمی می‌داند.
او در سال یازدهم دبیرستان، ترک تحصیل کرد تا به ادامه فعالیت‌های هنرپیشگی خود بپردازد.

## زندگی خصوصی

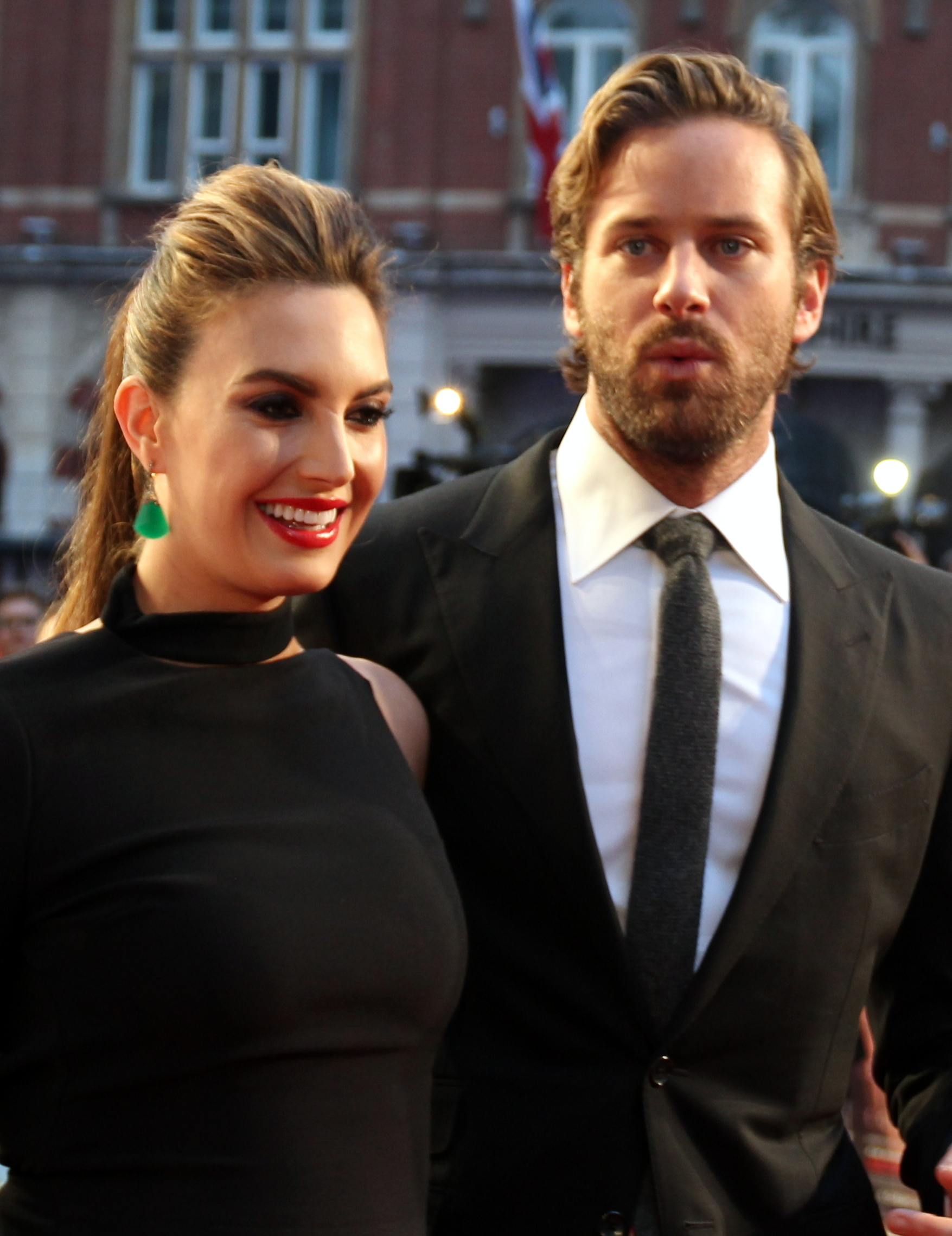
آرماند داگلاس همر به همراه همسرش

در یک مصاحبه در سال ۲۰۰۸ او دربارهٔ باور مذهبی خود گفت :من زندگی معنوی خود را دارم و برای آن ارزش زیادی قایل هستم.
همر با یک شخصیت تلویزیونی به نام الیزابت چمبرز در ۲۲ ماه می ۲۰۱۰ پیمان زناشویی بست. آنها دو فرزند دارند. یک دختر به نام هارپر که در سال ۲۰۱۴ به دنیا آمده و دیگری یک پسر به نام فورد که در سال ۲۰۱۷ زاده شده‌است. او و همسرش در سال ۲۰۲۰ به صورت توافقی به زندگی مشترک پایان و در سال ۲۰۲۳ از هم جدا شدند.
از سال ۲۰۲۲ تا سال ۲۰۲۴ او برای درآمد مالی خود ناچار به مهاجرت‌  جزایر کیمن شد. اما درسال ۲۰۲۴ از بازگشت خود به بازیگری خبر داد. او به زادگاه خود در سانتا مونیکا، لس آنجلس
نقل مکان کرد و به گروه بازیگران فیلم بوته مرزی پیوستن که خود این فیلم ساخته ۲۰۲۵ است.

## پادکست
در اکتبر ۲۰۲۴، آرمی همر پادکستی با عنوان "The Armie HammerTime" راه‌اندازی کرده است که به موضوعاتی مانند تأثیر تأثیر شهرت بر زندگی شخصی و مسائل اجتماعی و فرهنگی می‌پردازد. در این پادکست، با افراد مختلفی از زمینه‌های گوناگون گفتگو می‌کند و دیدگاه‌هایی درباره رشد فردی و چالش‌های اجتماعی ارائه می‌دهد. اولین قسمت این پادکست شامل گفت‌وگویی با بازیگر و کمدین تام آرنولد است که در آن درباره اعتیاد و بازتوانی صحبت می‌شود. این پادکست در پلتفرم‌هایی مانند Apple Podcasts، YouTube و Spotify در دسترس است.  

## فیلم‌شناسی

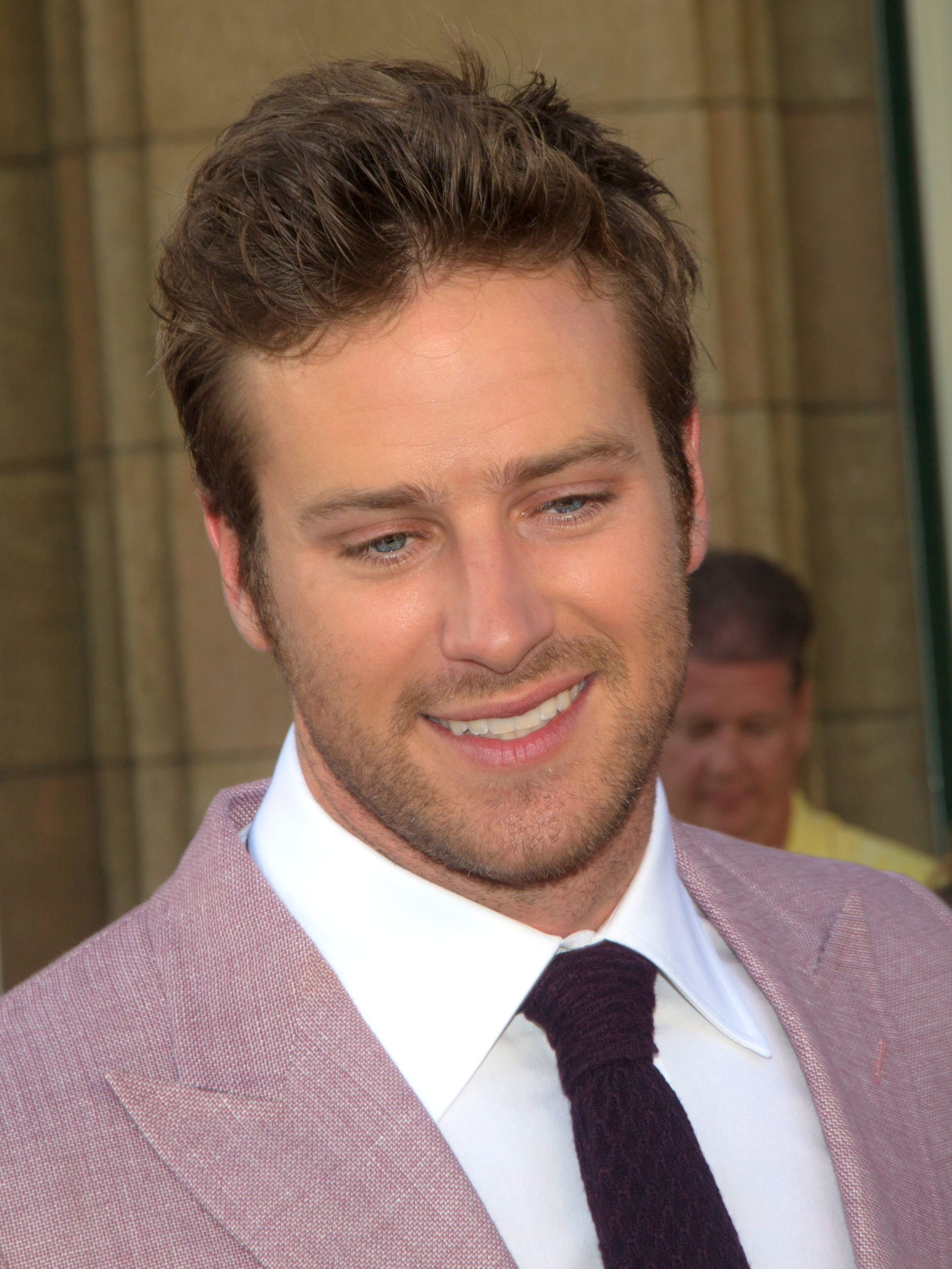
همر برای فیلم رنجر تنها در ژوئن ۲۰۱۳

### فیلم

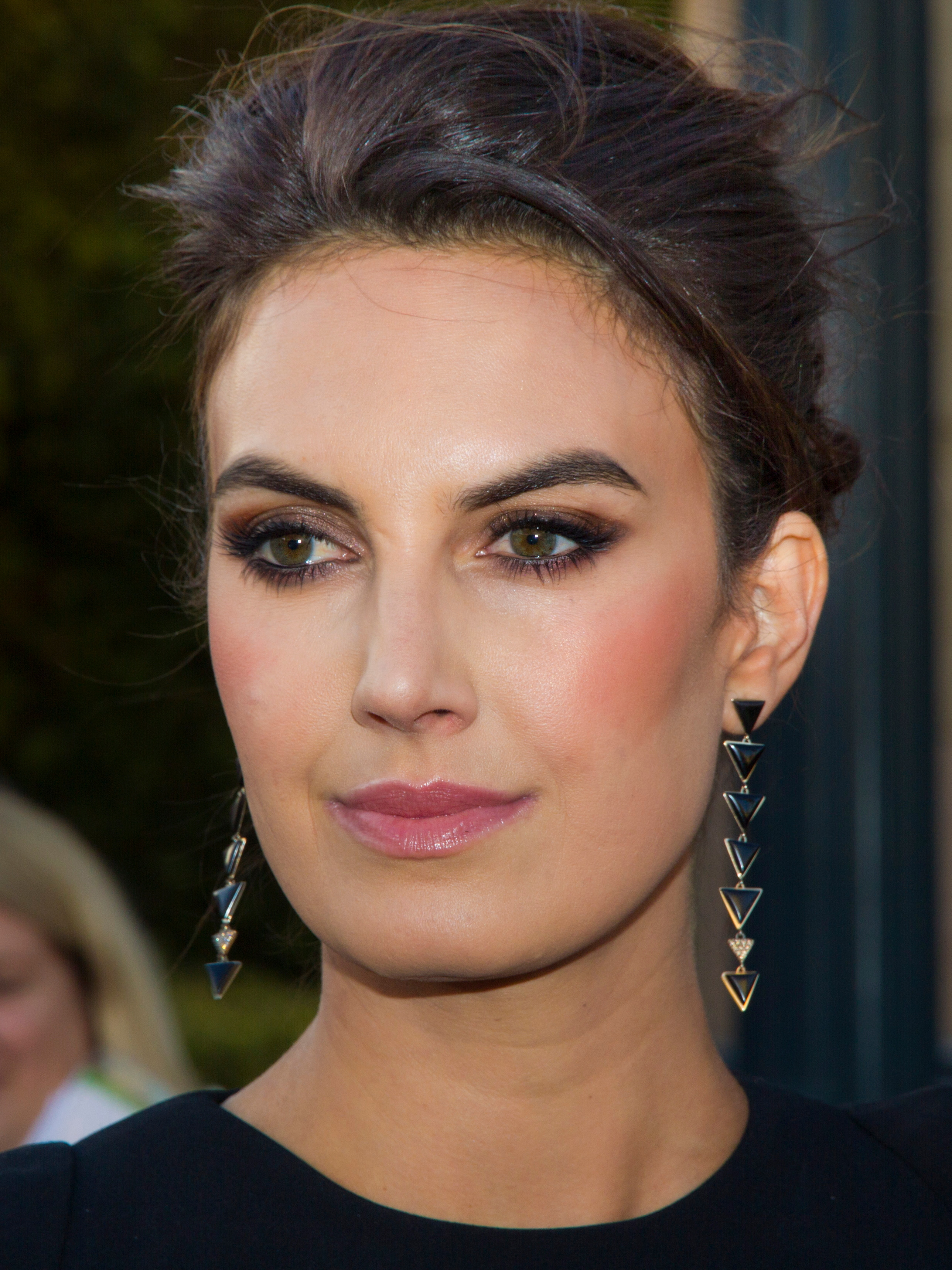
الیزابت چمبرز همسر همر در سال ۲۰۱۳

| سال  | نام                     | نقش                     | یادداشت           |
| ---- | ----------------------- | ----------------------- | ----------------- |
| ۲۰۰۸ | بیلی: سال‌های اول        | بیلی گراهام             |                   |
| ۲۰۰۹ | ۲۰۸۱                    | هریسون برگرون           | فیلم کوتاه        |
| ۲۰۱۰ | شبکه اجتماعی            | کامرون و تایلر وینکلووس |                   |
| ۲۰۱۱ | جی. ادگار               | کلاید تالسون            |                   |
| ۲۰۱۲ | ای آینه ای آینه         | شاهزاده اندرو آلکوت     |                   |
| ۲۰۱۲ | رنجر تنها               | جان رید / رنجر تنها     |                   |
| ۲۰۱۵ | دارودسته                | خودش                    |                   |
| ۲۰۱۵ | مردی از یو.ان.سی.ال.ای. | ایلیا کوریاکین          |                   |
| ۲۰۱۶ | تولد یک ملت             | ساموئل ترنر             |                   |
| ۲۰۱۶ | آتش آزاد                | اُرد                     |                   |
| ۲۰۱۶ | حیوانات شب‌زی            | هاتون                   |                   |
| ۲۰۱۷ | من را با نامت صدا کن    | اولیور                  |                   |
| ۲۰۱۷ | ببخشید مزاحم شما شدم    |                         |                   |
| ۲۰۱۷ | پرتره نهایی             | جیمز لرد                |                   |
| ۲۰۲۰ | ربکا                    | ماکسیملیام دو وینتر     |                   |
| TBA  | بوته مرزی               |                         |                   |
| 2025 | شوالیه تاریکی           | ساندرز                  | در حال فیلم‌برداری |

### تلویزیون
| سال  | نام               | نقش                           |
| ---- | ----------------- | ----------------------------- |
| ۲۰۰۵ | پرورش شکست‌خورده   | دانشجو # ۲                    |
| ۲۰۰۶ | ورونیکا مارس      | کورت                          |
| ۲۰۰۷ | کدبانوهای وامانده | بارت                          |
| ۲۰۰۹ | دختر سخن‌چین       | گابریل ادواردز                |
| ۲۰۱۲ | سیمپسون‌ها         | کامرون و تایلر وینکلووس (صدا) |
| ۲۰۱۲ | بابای آمریکایی!   | عامل اجاره اتومبیل (صدا)      |

### بازیهای ویدیوئی
| سال  | نام                    | نقش                    |
| ---- | ---------------------- | ---------------------- |
| ۲۰۱۵ | Disney Infinity 3.0    | جان رید / رنجر تنها    |
| ۲۰۱۷ | the man from u.n.c.l.e | ایلیا/مرد ازu.n.c.l.e/ |